# Filmfestival van Venetië 2023
Het 80ste Filmfestival van Venetië was een internationaal filmfestival dat plaats vond in Venetië, Italië van 30 augustus tot en met 9 september 2023.
Op 5 mei 2023 werd aangekondigd dat filmmaker Damien Chazelle de rol van juryvoorzitter op zich zou nemen en op 13 juli 2023 werd de rest van de jury bekendgemaakt.
Comandante, geregisseerd door Edoardo De Angelis, was op 30 augustus de openingsfilm van het festival. Oorspronkelijk zou Challengers van Luca Guadagnino in wereldpremière gaan als de openingsfilm van het festival maar MGM/Amazon koos ervoor om de film terug te trekken en de release uit te stellen vanwege de aanhoudende SAG-AFTRA-staking in 2023. La sociedad de la nieve van Juan Antonio Bayona sloot het festival af op 9 september.

## Jury

### Internationale competitie (Venezia 80)
| Naam                             | Beroep                                    | Land             |
| -------------------------------- | ----------------------------------------- | ---------------- |
| Damien Chazelle (juryvoorzitter) | Regisseur, scenarioschrijver en producent | Verenigde Staten |
| Saleh Bakri                      | Acteur                                    | Palestina        |
| Jane Campion                     | Regisseur                                 | Nieuw-Zeeland    |
| Mia Hansen-Løve                  | Regisseur                                 | Frankrijk        |
| Gabriele Mainetti                | Regisseur                                 | Italië           |
| Martin McDonagh                  | Regisseur en scenarioschrijver            | Ierland          |
| Santiago Mitre                   | Regisseur, scenarioschrijver en acteur    | Argentinië       |
| Laura Poitras                    | Documentairemaakster                      | Verenigde Staten |
| Shu Qi                           | Actrice en model                          | Taiwan           |

### Horizons (Orizzonti)
- Joans Carpignano, Italiaanse filmmaker - juryvoorzitter[5]
- Kaouther Ben Hania, Tunesische filmmaker
- Kahlil Joseph, Amerikaanse filmmaker
- Jean-Paul Salomé, Frans filmmaker
- Tricia Tuttle, Britse programmeur en directrice van BFI London Film Festival.

### Venice Immersive
- Singing Chen, Taiwanese filmmaker en componist - juryvoorzitter[6]
- German Heller, Argentijnse animator and producer
- Pedro Harres, Braziliaanse regisseur, animator en scenarist.

## Officiële selectie

### Binnen de internationale competitie (Venezia 80)
De volgende films werden geselecteerd voor de internationale competitie. De gearceerde film betreft de winnaar van de Gouden Leeuw.
| Film                                           | Regisseur                            | Land                      |
| ---------------------------------------------- | ------------------------------------ | ------------------------- |
| Adagio                                         | Stefano Sollima                      | Vlag van Italië           |
| La Bête                                        | Bertrand Bonello                     | -                         |
| Comandante                                     | Edoardo De Angelis                   | Vlag van Italië           |
| Dogman                                         | Luc Besson                           | Vlag van Frankrijk        |
| El Conde                                       | Pablo Larraín                        | Vlag van Chili            |
| Enea                                           | Pietro Castellitto                   | Vlag van Italië           |
| Aku wa sonzai shinai Evil Does Not Exist       | Ryusuke Hamaguchi                    | Vlag van Japan            |
| Ferrari                                        | Michael Mann                         | Vlag van Verenigde Staten |
| Finalmente l'alba                              | Saverio Costanzo                     | Vlag van Italië           |
| Zielona granica Green Border                   | Agnieszka Holland                    | -                         |
| Holly                                          | Fien Troch                           | -                         |
| Hors-Saison                                    | Stéphane Brizé                       | Vlag van Frankrijk        |
| Io capitano                                    | Matteo Garrone                       | -                         |
| The Killer                                     | David Fincher                        | Vlag van Verenigde Staten |
| Lubo                                           | Giorgio Diritti                      | -                         |
| Maestro                                        | Bradley Cooper                       | Vlag van Verenigde Staten |
| Memory                                         | Michel Franco                        | -                         |
| Origin                                         | Ava DuVernay                         | Vlag van Verenigde Staten |
| Poor Things                                    | Giorgos Lanthimos                    | -                         |
| Priscilla                                      | Sofia Coppola                        | Vlag van Verenigde Staten |
| Bastarden The Promised Land                    | Nikolaj Arcel                        | Vlag van Denemarken       |
| Die Theorie von allem The Theory of Everything | Timm Kröger                          | -                         |
| Kobieta Z Woman Of                             | Małgorzata Szumowska, Michał Englert | -                         |

### Buiten competitie
| Originele titel                    | Engelse titel                        | Regisseur(s)                           | Land                           |
| Fictie                             | Fictie                               | Fictie                                 | Fictie                         |
| ---------------------------------- | ------------------------------------ | -------------------------------------- | ------------------------------ |
| Aggro Dr1ft                        | Aggro Dr1ft                          | Harmony Korine                         | Vlag van Verenigde Staten      |
| The Caine Mutiny Court-Martial     | The Caine Mutiny Court-Martial       | William Friedkin                       | Vlag van Verenigde Staten      |
| Coup de chance                     | Coup de chance                       | Woody Allen                            | -                              |
| Daaaaaalí!                         | Daaaaaalí!                           | Quentin Dupieux                        | Vlag van Frankrijk             |
| Hit Man                            | Hit Man                              | Richard Linklater                      | Vlag van Verenigde Staten      |
| L'ordine del tempo                 | The Order of Time                    | Liliana Cavani                         | -                              |
| Making Of                          | Making Of                            | Cédric Kahn                            | Vlag van Frankrijk             |
| Vivants                            | On the Pulse                         | Alix Delaporte                         | -                              |
| The Palace                         | The Palace                           | Roman Polanski                         | -                              |
| The Penitent - A Rational Man      | The Penitent - A Rational Man        | Luca Barbareschi                       | Vlag van Italië                |
| La sociedad de la nieve            | Society of the Snow                  | J. A. Bayona                           | -                              |
| 雪豹                               | Snow Leopard                         | Pema Tseden                            | Vlag van China                 |
| The Wonderful Story of Henry Sugar | The Wonderful Story of Henry Sugar   | Wes Anderson                           | Vlag van Verenigde Staten      |
| Non-fictie                         |                                      |                                        |                                |
| Amor                               | Amor                                 | Virginia Eleuteri Serpieri             | -                              |
| Enzo Jannacci vengo anch'io        | Enzo Jannacci vengo anch'io          | Giorgio Verdelli                       | Vlag van Italië                |
| Frente a Guernica (Director's Cut) | Frente a Guernica (Director's Cut)   | Yervant Gianikian, Angela Ricci Lucchi | Vlag van Italië                |
| Hollywoodgate                      | Hollywoodgate                        | Ibrahim Nash'at                        | -                              |
| Menus-Plaisirs – Les Troisgros     | Menus-Plaisirs – Les Troisgros       | Frederick Wiseman                      | -                              |
| Ryuichi Sakamoto: Opus             | Ryuichi Sakamoto: Opus               | Neo Sora                               | Vlag van Japan                 |
| Televisieseries                    |                                      |                                        |                                |
| Znam kako dišeš                    | I Know Your Soul (aflevering 1 en 2) | Alen Drljević, Nemin Hamzagić          | Vlag van Bosnië en Herzegovina |
| D'argent et de sang                | Of Money and Blood (12 afleveringen) | Xavier Giannoli, Frédéric Planchon     | Vlag van Frankrijk             |
| Korte films                        |                                      |                                        |                                |
| Welcome to Paradise                | Welcome to Paradise                  | Leonardo Di Costanzo                   | Vlag van Italië                |

### Horizons (Orizzonti)
De volgende films werden geselecteerd voor het Orizzonti-onderdeel van de internationale competitie. De gearceerde film betreft de winnaar van de Orizzonti-prijs voor beste film.
| Engelse titel              | Originele titel          | Regisseur(s)                      | Land                                                       |
| -------------------------- | ------------------------ | --------------------------------- | ---------------------------------------------------------- |
| Behind the Mountains       | Oura el jbel             | Mohamed Ben Attia                 | Tunesië, België, Frankrijk, Italië, Saudi Arabië, Qatar    |
| City of Wind               | Сэр сэр салхи            | Lkhagvadulam Purev-Ochir          | Frankrijk, Mongolië, Portugal, Nederland, Duitsland, Qatar |
| Dormitory                  | Yurt                     | Nehir Tuna                        | Turkije, Duitsland, Frankrijk                              |
| El paraíso                 | El paraíso               | Enrico Maria Artale               | Italië                                                     |
| An Endless Sunday          | Una sterminata domenica  | Alain Parroni                     | Italië, Duitsland, Ierland                                 |
| Explanation for Everything | Magyarázat mindenre      | Gábor Reisz                       | Hongarije, Slowakije                                       |
| The Featherweight          | The Featherweight        | Robert Kolodny                    | Verenigde Staten                                           |
| For Night Will Come        | En attendant la nuit     | Céline Rouzet                     | Frankrijk, België                                          |
| Gasoline Rainbow           | Gasoline Rainbow         | Bill Ross, Turner Ross            | Verenigde Staten                                           |
| Heartless                  | Sem Coração              | Nara Normande                     | Brazilië, Frankrijk, Italië                                |
| Hesitation Wound           | Tereddüt çİzgİsİ         | Selman Nacar                      | Turkije, Spanje, Roemenië, Frankrijk                       |
| Housekeeping for Beginners | Domakinstvo za pocetnici | Goran Stolevski                   | Noord Macedonië, Polen, Kroatië, Servië, Kosovo            |
| Nowhere                    | Invelle                  | Simone Massi                      | Italië, Zwitserland                                        |
| Paradise Is Burning        | Paradiset brinner        | Mika Gustafson                    | Zweden, Italië, Denemarken, Finland                        |
| The Red Suitcase           | The Red Suitcase         | Fidel Devkota                     | Nepal, Sri Lanka                                           |
| Shadow of Fire             | ほかげ                   | Shinya Tsukamoto                  | Japan                                                      |
| Tatami                     | Tatami                   | Guy Nattiv, Zar Amir Ebrahimi     | Georgië, Verenigde Staten                                  |
| Upon Open Sky              | A cielo abierto          | Mariana Arriaga, Santiago Arriaga | Mexico, Spanje                                             |

### Venice Immersive
Dit onderdeel is volledig gewijd aan immersieve media, waaronder Virtual reality en Augmented reality. De volgende projecten werden geselecteerd voor dit onderdeel van de Biennale van Venetië. De gearceerde film betreft de winnaar van de hoofdprijs van deze sectie.
| Engelse titel                                        | Originele titel                                      | Regisseur(s)                                  | Land                                     |
| In de competitie                                     | In de competitie                                     | In de competitie                              | In de competitie                         |
| ---------------------------------------------------- | ---------------------------------------------------- | --------------------------------------------- | ---------------------------------------- |
| Body of Mine                                         | Body of Mine                                         | Cameron Kostopoulos                           | Verenigde Staten                         |
| Chen Xiang VR                                        | Chen Xiang VR                                        | Liu Yuejun, Wu Nanni, Shi Tao, Xu Jingqiu     | China                                    |
| Comfortless                                          | Comfortless                                          | Gina Kim                                      | Zuid Korea, Verenigde Staten             |
| Complex 7                                            | Complex 7                                            | Fins                                          | Verenigde Staten                         |
| Emperor                                              | Empereur                                             | Marion Burguer, Ilan Cohen                    | Frankrijk, Duitsland                     |
| Finally Me                                           | Finalmente Eu                                        | Marcio Sal                                    | Brazilië                                 |
| Floating with Spirits                                | Floating with Spirits                                | Juanita Onzaga                                | België, Luxemburg, Nederland             |
| Flow                                                 | Flow                                                 | Adriaan Lokman                                | Nederland, Frankrijk                     |
| Frequency                                            | 周波数                                               | Ellie Omiya                                   | Japan                                    |
| Gargolye Doyle                                       | Gargolye Doyle                                       | Ethan Shaftel                                 | Verenigde Staten, Argentinië, Oostenrijk |
| Home                                                 | Home                                                 | Temsuyanger Longkumer                         | Verenigd Koninkrijk                      |
| Horse Canyon                                         | Horse Canyon                                         | Nprowler                                      | Canada                                   |
| The Imaginary Friend                                 | The Imaginary Friend                                 | Steye Hallema                                 | Nederland, België, Frankrijk             |
| Jim Henson's the Storyteller: The Seven Ravens       | Jim Henson's the Storyteller: The Seven Ravens       | Paul Raphaël, Félix Lajeunesse                | Canada, Verenigde Staten                 |
| Letters from Drancy                                  | Letters from Drancy                                  | Darren Emerson                                | Verenigde Staten, Verenigd Koninkrijk    |
| My Name is O90                                       | My Name is O90                                       | Siyeon Kim                                    | Zuid Korea                               |
| Oneroom-Babel                                        | Oneroom-Babel                                        | Sanghee Lee                                   | Zuid Korea                               |
| Pepitos: The Beak Saga                               | Pepitos: The Beak Saga                               | Ruxandra Gabriela Popescu                     | Verenigd Koninkrijk, Verenigde Staten    |
| Perennials                                           | Perennials                                           | Zoe Roellin                                   | Verenigde Staten                         |
| Populate                                             | Peupler                                              | Maya Mouawad, Cyril Laurier                   | Frankrijk, Libanon                       |
| Remember this Place: 31°20’46’’N 34°46’46’’E         | Remember this Place: 31°20’46’’N 34°46’46’’E         | Patricia Echeverria Liras                     | Palestina, Qatar, Spanje                 |
| Sen                                                  | Sen                                                  | Keisuke Itoh                                  | Japan                                    |
| Shadowtime                                           | Shadowtime                                           | Sister Sylvester, Deniz Tortum                | Nederland, Verenigde Staten, Turkije     |
| Songs for a Passerby                                 | Songs for a Passerby                                 | Celine Daemen                                 | Nederland                                |
| Spots of Light                                       | Spots of Light                                       | Adam Weingrod                                 | Israël, Canada                           |
| Tulpamancer                                          | Tulpamancer                                          | Marc da Costa, Matthew Niederhauser           | Verenigde Staten                         |
| Upwind                                               | Aufwind                                              | Florian Siebert                               | Duitsland                                |
| Wallace & Gromit in the Grand Getaway                | Wallace & Gromit in the Grand Getaway                | Finbar Hawkins, Bram Ttwheam, Lawrence Benett | Frankrijk, Verenigd Koninkrijk           |
| Best of Immersive - Buiten de competitie             |                                                      |                                               |                                          |
| Another Fisherman's Tale                             | Another Fisherman's Tale                             | Alexis Moroz, Balthazar Auxietre              | Frankrijk                                |
| Consensus Gentium                                    | Consensus Gentium                                    | Karen Palmer                                  | Verenigd Koninkrijk, Verenigde Staten    |
| David Attenbourough's Conquest of the Skies          | David Attenbourough's Conquest of the Skies          | Lewis Ball                                    | Verenigd Koninkrijk, Verenigde Staten    |
| The First Ingredient: Tales From Soda Island – CH. 7 | The First Ingredient: Tales From Soda Island – CH. 7 | Simone Fougnier                               | Verenigde Staten                         |
| Forager                                              | Forager                                              | Winslow Porter, Elie Zananiri                 | Verenigde Staten                         |
| Gaudi, the Atelier of the Divine                     | Gaudi, l'atelier du divin                            | Stéphane Landowski, Gaël Cabouat              | Frankrijk, Japan                         |
| Over the Rainbow                                     | Over the Rainbow                                     | Craig Quintero                                | Taiwan                                   |
| Pixel Ripped 1978                                    | Pixel Ripped 1978                                    | Ana Ribeiro                                   | Verenigde Staten                         |
| Space Explorers: Blue Marble – Orbit 1               | Space Explorers: Blue Marble – Orbit 1               | Paul Raphaël, Félix Lajeunesse                | Canada                                   |
| The Utility Room                                     | The Utility Room                                     | Lionel Marsden                                | Verenigd Koninkrijk                      |
| Biennale College Cinema VR - Buiten de competitie    |                                                      |                                               |                                          |
| First Day                                            | First Day                                            | Valeriy Korshunov                             | Oekraïne                                 |
| Human Violins - Prelude                              | Human Violins - Prelude                              | Ioana Mischie                                 | Roemenië, Frankrijk                      |
| Origen                                               | Origen                                               | Emilia Sánchez Chiquetti                      | Brazilië                                 |
| Queer Utopia: Act I Cruising                         | Queer Utopia: Act I Cruising                         | Lui Avallos                                   | Portugal, Brazilië                       |
| Tales of the March                                   | Tales of the March                                   | Stefano Casertano                             | Duitsland, Italië                        |
| A Vocal Landscape                                    | A Vocal Landscape                                    | Omid Zarei, Anne Jeppesen                     | Denemarken, Verenigde Staten             |

## Prijzen

### Binnen de competitie
- Gouden Leeuw: Poor Things van Giorgos Lanthimos
- Zilveren Leeuw - Grote Juryprijs: Aku wa sonzai shinai (Evil Does Not Exist) van Ryusuke Hamaguchi
- Speciale Juryprijs: Zielona granica (Green Border) van Agnieszka Holland
- Zilveren Leeuw voor beste regisseur: Matteo Garrone voor Io capitano
- Coppa Volpi voor beste acteur: Peter Sarsgaard in Memory
- Coppa Volpi voor beste actrice: Cailee Spaeny in Priscilla
- Prijs voor beste scenario: Guillermo Calderón en Pablo Larraín voor El Conde
- Premio Marcello Mastroianni: Seydou Sarr in Io capitano

### Horizons (Orrizonti)
- Beste film: Explanation for Everything van Gabor Reisz[9]
- Best regisseur: Mika Gustafson in Paradise Is Burning
- Speciale juryprijs: An Endless Sunday van Alain Parroni
- Beste actrice: Margarita Rosa de Francisco in El paraíso
- Best acteur: Tergel Bold-Erdene in City of Wind
- Best scenario: El paraíso van Enrico Maria Artale
- Best korte film: A Short Trip van Erenik Beqiri

### Venice Immersive
- Venice Immersive Grand Prize: Songs for a Passerby van Celine Daemen[9]
- Venice Immersive Special Jury Prize: Flow van Adriaan Lokman
- Venice Immersive Achievement Prize: Empereur van Marion Burger en Ilan Cohen

### Speciale prijzen
- Gouden Leeuw voor Lifetime Achievement: Liliana Cavani en Tony Leung Chiu-wai.[10]
- Queer Lion: Domakinstvo za pocetnici (Housekeeping for Beginners) van Goran Stolevski